# Satanic Lust
Satanic Lust – pierwsze demo brazylijskiej grupy muzycznej Sarcófago.

## Lista utworów
Opracowano na podstawie materiału źródłowego.
1. Intro - 00:36
2. Satanas - 02:27
3. Nightmare - 06:10
4. Third Slaughter - 05:46

## Twórcy
Opracowano na podstawie materiału źródłowego.
- Antichrist - śpiew
- Butcher - gitara
- Pussy Fucker - gitara basowa
- D.D. Crazy - perkusja